# Trip hop
Trip hop (znany też pod nazwami Bristol Sound lub Bristol Acid Rap) – gatunek muzyczny, powstał w latach 90. XX wieku w Anglii.
Nazwy tej użyto po raz pierwszy w magazynie muzycznym „Mixmag”, dla określenia nurtu „hip-hopu na kwasie”, czyli gatunku prezentowanego przez grupę Massive Attack na płycie Blue Lines. Na brzmienie trip-hopu składa się przede wszystkim dub i rap, później jednak zaczęto poszerzać tę definicję o każdy gatunek muzyczny opierający się na dubowym rytmie, bądź loopach perkusyjnych w tempie ok. 80 bpm (uderzeń na minutę), ciężkiej bądź smutnej atmosferze (dlatego do trip-hopu zalicza się także grupę Portishead, która zdaje się prezentować bardziej „jazz na kwasie” niż „hip-hop na kwasie”).
Często mylnie jako synonimu trip-hopu używa się określenia Bristol Sound. Ponieważ terminem Bristol Sound określa się muzykę wszystkich bristolczyków tworzących pod koniec XX wieku (np. Roni Size), można powiedzieć, że trip-hop jest podzbiorem Bristol Soundu.